# 王向民
王向民（1940年2月—2019年12月4日），山西临汾人，中华人民共和国政治人物，辽宁省人大常委会原副主任。

## 生平
1960年9月至1964年9月，在原山西矿业学院机电系煤综合利用及选煤专业学习。1966年1月加入中国共产党。